# Марија Рајхе
Марија Рајхе (Дрезден, 15. мај 1903 — Лима, 8. јун 1998) је била немачка математичарка и археолог. Најпознатија је по томе што је од 1940. до краја живота истраживала Наска линије. У томе је имала великог успеха.

## Детињство и младост
Марија Рајхе је рођена 15. мајa 1903. у Дрездену. Студирала је математику, астрономију, географију и стране језике на Техничком универзитету у Дрездену, говорила је и шест језика.
Године 1932. почела је да ради као дадиља и учитељ за децу немачког конзула у граду Куско у Перуу. Године 1934. је изгубила један прст због гангрене. Исте године је почела да ради као наставник у Лими. Када је почео Други светски рат, Марија је остала у Перуу и тада је открила Наска линије када је авионом летела изнад пустиње Наска.

## Смрт
Умрла је у Лими 8. јуна 1998. од рака. Сахрањена је недалеко од Наске са свим војним почастима. Њен дом је постао музеј.